# Missió d'Observadors de les Nacions Unides a Prevlaka
La Missió d'Observadors de les Nacions Unides en Prevlaka (MONUP o UNMOP per les sigles en anglès) va ser una missió multinacional de manteniment de la pau desplegada a la península de Prevlaka entre 1995 i 2002. La MONUP va ser establerta amb l'aprovació de la resolució 1038 del Consell de Seguretat de les Nacions Unides del 15 de gener de 1996. En aquesta resolució s'indicava que una nova missió d'observació passaria a assumir les labors de verificació de la desmilitarització de la península de Prevlaka i zones veïnes fins a aquest moment realitzades per la Operació de les Nacions Unides de Restabliment de la Confiança (ONURC).

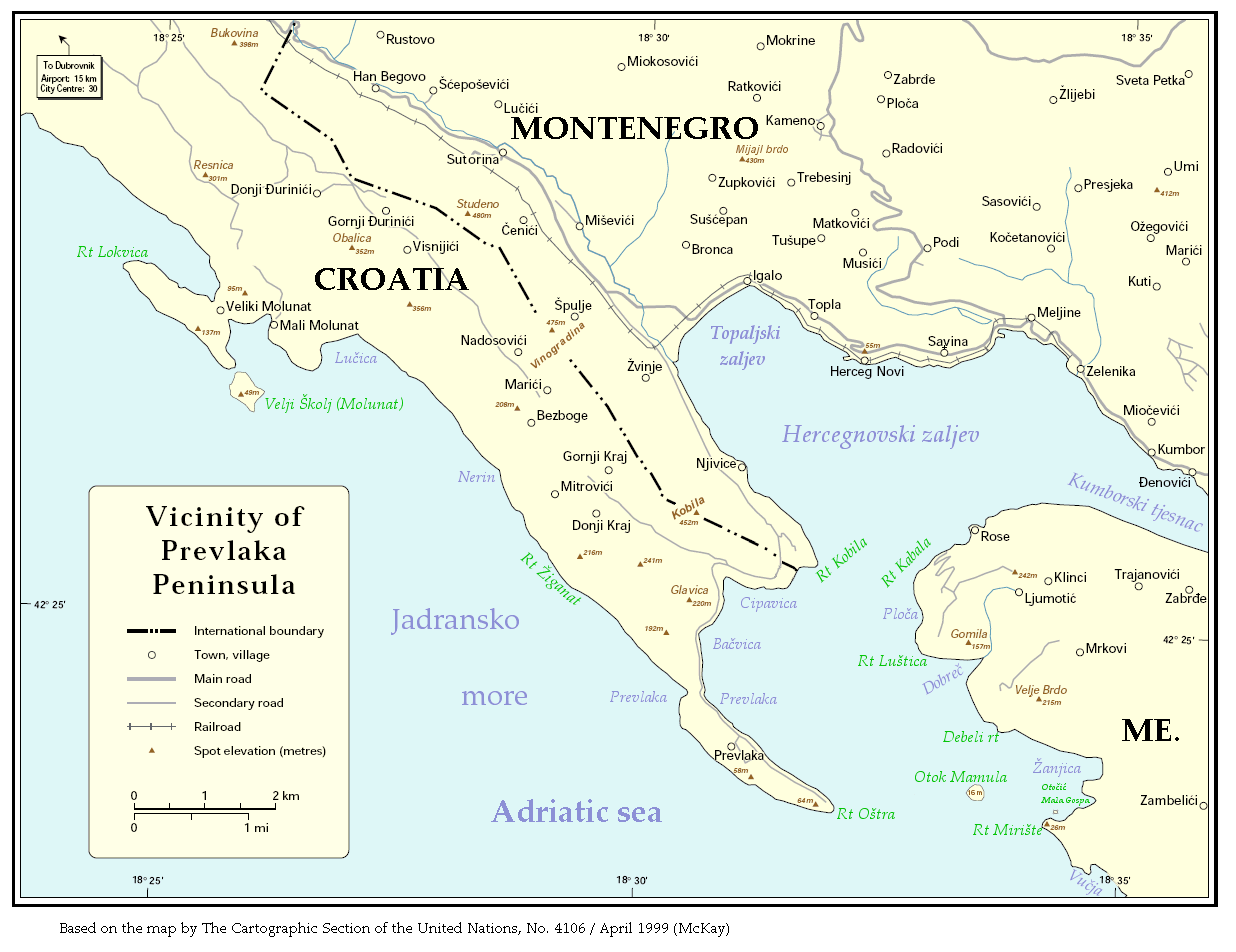

La desmilitarització de Prevlaka va ser un assumpte prioritari de les Nacions Unides per evitar un possible nou conflicte entre Croàcia i Iugoslàvia, països que es disputaven la sobirania de la península. Prèviament a la creació de la MONUP, a l'octubre de 1992, el Consell de Seguretat per mitjà de la resolució 779 va ordenar a la Força de Protecció de les Nacions Unides (UNPROFOR) la responsabilitat de verificar la desmilitarització de la península com una de la feina de casa dins del seu mandat.
El 15 de desembre de 2002, després d'expirar l'última pròrroga del seu mandat autoritzada en la resolució 1437, la MONUP va finalitzar les seves operacions. El Consell de Seguretat va expressar la seva satisfacció per l'estabilitat aconseguida a la zona sota vigilància de la MONUP i els avanços entre Croàcia i Iugoslàvia en la normalització de les seves relacions bilaterals de cara a aconseguir un acord respecte a la situació de la península de Prevlaka.

## Desplegament
Encara que operacionalment, des de l'1 de gener de 1996, la MONUP va ser una missió totalment independent que informava directament a la Seu de les Nacions Unides, per a qüestions administratives i pressupostàries va dependre de la Missió de les Nacions Unides a Bòsnia i Hercegovina (UNMIBH).
La MONUP va estar desplegada en la península de Prevlaka i en zones frontereres de Iugoslàvia i Croàcia amb la presència ininterrompuda les 24 hores dels seus efectius. La caserna general es va establir a Cavtat i va comptar amb un total de 28 observadors militars recolzats per personal de les Nacions Unides local i internacional.